# Estación de Hietzing
La estación de Hietzing es una estación de la línea 4 del metro de Viena. Se encuentra en el distrito XIII. Tiene conexiones con las líneas de autobús 51A, 56B, 58B y 156B.
- Datos: Q2465705
- Multimedia: Hietzing metro station / Q2465705